# Claude Dambury
Claude Dambury (Francia, 30 de julio de 1971) es un exfutbolista francés que se desempeñaba como defensa.
En 2008, Claude Dambury jugó 2 veces para la selección de fútbol de la Guayana Francesa.

## Trayectoria

### Clubes
| Club                 | País    | Año         |
| -------------------- | ------- | ----------- |
| FC Gueugnon          | Francia | 1993 - 1998 |
| Gamba Osaka          | Japón   | 1998 - 2001 |
| US Créteil-Lusitanos | Francia | 2001 - 2002 |
| FC Martigues         | Francia | 2002 - 2003 |
| Stade de Reims       | Francia | 2003 - 2005 |

### Selección nacional
| Selección | País             | Año  |
| --------- | ---------------- | ---- |
| Absoluta  | Guayana Francesa | 2008 |

## Estadística de equipo nacional
| Selección de fútbol de la Guayana Francesa | Selección de fútbol de la Guayana Francesa | Selección de fútbol de la Guayana Francesa |
| Año                                        | Part.                                      | Goles                                      |
| ------------------------------------------ | ------------------------------------------ | ------------------------------------------ |
| 2008                                       | 2                                          | 0                                          |
| Total                                      | 2                                          | 0                                          |